# Aareal Bank
Aareal Bank AG — международный ипотечный банк со штаб-квартирой в Висбадене. Имеет представительства в 14 европейских странах, а также в США и Сингапуре. Акции Aareal Bank AG входят в расчет индекса MDAX.

## История
У истоков компании стояли два берлинских финансовых учреждения: Preußische Landespfandbriefanstalt (год основания — 1922) и Deutsche Wohnstättenbank AG (год основания — 1923). Deutsche Wohnstättenbank AG в 1926 году был переименован в Deutsche Bau- und Bodenbank. Preußische Landespfandbriefanstalt в 1954 году поменяла имя на Deutsche Pfandbriefanstalt. В 1979 Deutsche Pfandbriefanstalt стала владельцем контрольного пакета акций Deutsche Bau- und Bodenbank. С 1989 года компания вышла на биржу в качестве открытой публичной компании с ограниченной ответственностью, в с 1991, под названием Deutsche Pfandbrief- und Hypothekenbank AG, стала публичной компанией. В том же году октрылся первый иностранный филиал банка в Амстердаме.
В 1999 году компания в очередной раз сменила имя, став DePfa Deutsche Pfandbrief Bank AG, передав все активы в Deutsche Bau- und Bodenbank, который также был переименован в DePfa Bank AG BauBoden. В 2002 произошло разделение на Aareal Bank AG (бывший Deutsche Bau- und Bodenbank) с штаб-квартирой в Висбадене, и DePfa BANK plc со штаб-квартирой в Дублине (Ирландия). С 2006 года компания специализируется на кредитовании коммерческой недвижимости и консультационных услугах.